# 图-142
图-142 （羅馬化：Tu-142 ）是由苏联Tu-95轟炸機所衍生的海上偵察及反潛機的機種之一。其中 图-142 MR 為特殊通訊衍生機種，主要設計於服務蘇聯彈道導彈潛艇的長程通訊任務。由图波列夫设计局设计，并于1968年至1994年间由古比雪夫航空和塔甘罗格机械厂制造, 主要使用者有苏联海军、乌克兰空军、印度海军。目前該機型仍服役于俄罗斯海军。
为了反制美国的北极星计划，蘇聯產生一個反潛項目需求，而图-142是源于此需求開發而成的。這是一個將失敗的 Tu-95PLO 計畫成功改造的案例。Tu-95PLO是图波列夫首個衍生於Tu-95成海上使用機種。图-142 与图-95的不同之处在于其有更長的机身，以裝載其反潜和监视任务的特殊设备，以及增强的起落架有更好的地面適應力，改进的航空电子设备和武器。 图-142的能力在该类型服役期间逐渐提高，最终产生了 Tu-142MZ，这是最终的远程Tu-142，具有高度复杂的战斗航空电子设备和優良的酬載能力。图波列夫还将一些 图-142 改装为航空电子设备 (Tu-142MP) 和发动机 (Tu-142LL)的測試平台。
图-142 M3型反潜机是图-142反潜机的最新改进型号，于1993年进入海军航空兵服役，至今仍是俄海军重要的岸基反潜力量
2015年8月海上联合-2015中俄海上演習時图-142扮演敵軍，假想為有反艦飛彈的襲擊中國海軍泰州艦(现代级驱逐舰)，該機偵查後本身也發動攻擊，並調動周邊海軍來襲擊。顯示至今图-142在俄軍中依然扮演重要位置。

## 設計與開發

### 早期設計

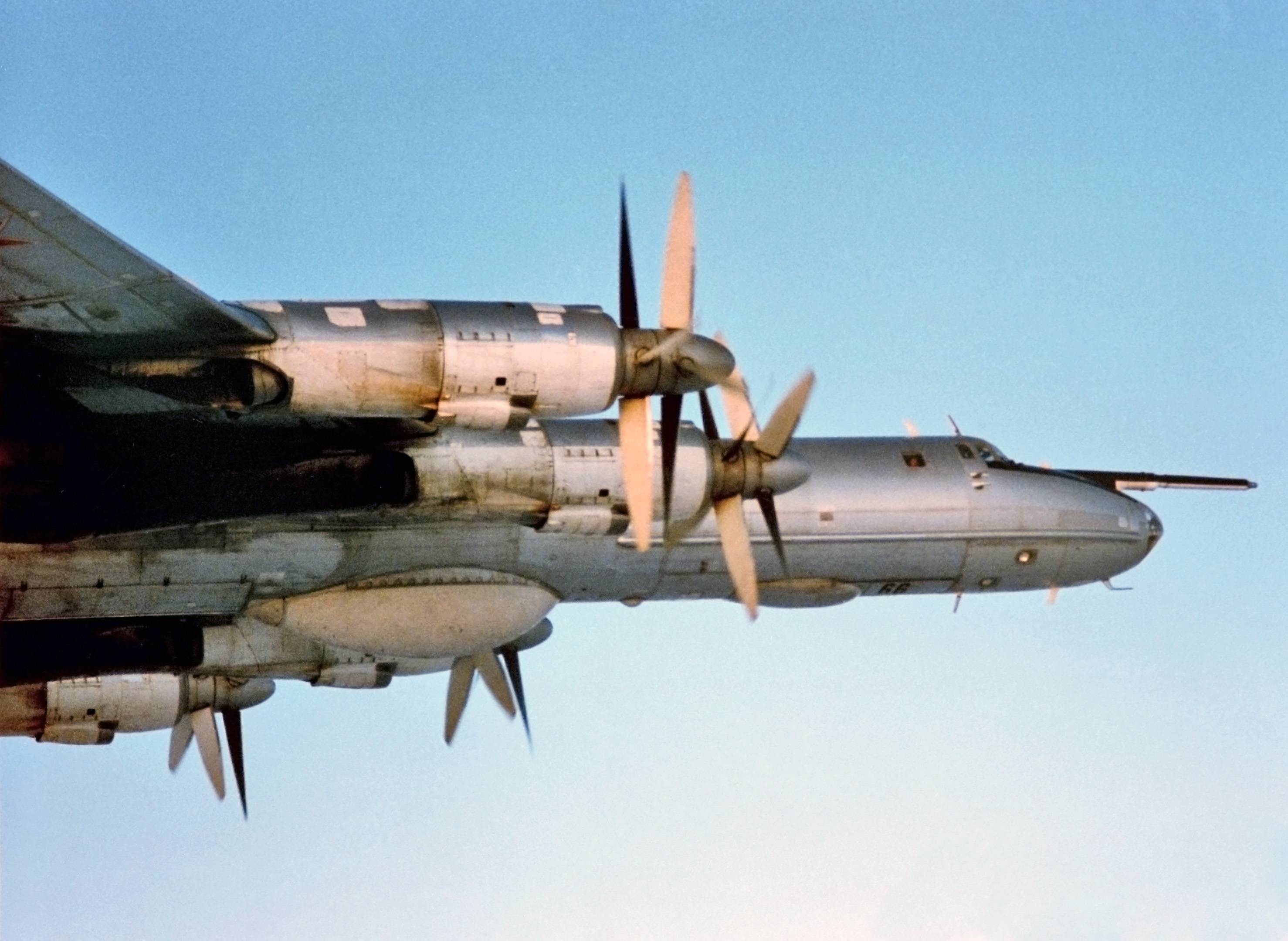
Tu-142M採用高達14795匹馬力的NK-12MV發動機與AV-60N同軸反轉螺旋槳

1950 年代晚期，美國海軍研制了UGM-27北极星导弹，这是一种射程超过1,800 kilometres的潜射弹道导弹(SLBM)。在使用火箭助推器的設計下，最终在 1960 年 7 月 20 號，由乔治华盛顿号彈道潛艇進行首次的水下弹道导弹發射。于当年 11 月 15 號，乔治华盛顿号於离开南卡罗来纳州的查尔斯顿時，携带了一批核武装北极星导弹，開始此導彈的投入使用。
蘇聯政府因此命令图波列夫和其他飞机设计局研究可能的應對反潛作戰（ASW）设计。图波列夫最初设计了Tu-95PLO，這是基於 Tu-95 配备了聲納浮標、反潜水雷和魚雷的版本。它被設計具有裝載 9,000 kg( 19,841 lb ) 有效载荷下擁有10.5 小時的續航能力。最終此計畫被取消，因为它缺乏强大的雷达、热成像系统和磁异常探测器（MAD)。在1963年2月28號苏联部长会议（苏联最高行政机构）向图波列夫发出指令，要求开发一款远程反潜飞机。
此計畫最终的結果被命名为图-142，并与Tu-95RT有些相同的特征。改造的Tu-95的機腹和機頂砲塔被拆除，同時装有Uspeh雷达系统的大型介电雷達天線罩也被拆除，该雷达系统被位于更小的整流罩中的热成像系统所取代。砲塔的移除使配备雙管 23 毫米AM-23機炮以及電子作戰裝置的尾部炮塔成为唯一的防御性武器。该飞机的搜索和瞄准系统配备了Berkut （金鹰）的360度雷達。结构上的改動包括机翼的翼型变化，将其面积扩大到295 m2 ( 3,172 ft2 )。水平尾翼的面积增加了 14%，并安装了改进的液压系統。金属油箱取代了橡胶油箱。为了让 Tu-142 在半准备好的跑道上起降，图-95 的四轮主起落架转向架被替换为 12 轮起落架；主要的起落架整流罩也进行了修改。
第一架 Tu-142（建造编号 4200）在薩馬拉的Kuibyshev Aviation Plant建造，並於 1968 年 6 月 18 號由试飞员I. K. Vedernikov 駕駛，从莫斯科东南部的茹科夫斯基国际机场起飛进行首航。早期测试顯示机身至少需要加长1.5 m以容纳新的作战装备，而在同年9月3號進行飛行測試的第二架試飛原型机（c/n 4201）將其機身前半段延長了1.7公尺，此修改在後续所有的 Tu-142 上皆可見。第三架，也是最后一架的Tu-142原型機于10月31號裝配著全套設備進行飞行测试。1970年5月，蘇聯海軍航空兵(AV-MF) 开始接收量產的 Tu-142。

### 變體改造
在早期任務中，Tu-142 出現了几个缺点。飞机的越野能力很難被有效的發揮，因此在 36 架飞机中的前 12 架上使用的 12 轮转向架被Tu-114客机的四轮加固转向架所取代，而得以縮小發動機艙中的轮舱。这些改進加上移除热成像系统和部分電子作戰(ECM) 设备，使飛機空重减少了 4000 公斤 。改装后的飞机还为长期任务曾加機组人员休息区，并被給予（“Bear F”Mod 1）代号；从 1968 年到 1972 年，古比雪夫工厂共生产了18 架Tu-142。
在 1970 年代初期，Tu-142 的生产转移到了黑海附近的 Taganrog Machinery 工廠。据推测，將生產基地轉換到闲置工厂是为了提供當地工人的就业机会。此举需要对工厂和鄰近區域进行许多改建，包括建立新的装配车间、安装新的生產器械、重新培训劳动力以及建造新的机场。准备工作直到 1975 年才開始進行，此時正值古比雪夫工厂開始生產第一架 Tu-142。Taganrog 制造的 Tu-142 把最后一架由古比雪夫生產的 Tu-142 上发现的問題全都加以改善。改進部分包括前机身延伸 30 公分和重新设计的驾驶舱。其他变化包括新的两轴主起落架转向架。该版本的出厂機型称为Tu-142M ，但苏联海军并未采用该稱号，繼續維持 Tu-142的名稱；
随着 1970 年代的发展，潜艇的消音技术使声波声纳浮标和触发装置失去原有的功能。在1961年和1962年期间，苏联開始名為 Udar (Blow) 的研發計畫，此計畫透過爆炸聲音系统 (ESS) 對於深潛的潛艇進行定位。1965 年，將 ESS 与 Berkut 雷达集成的声纳浮标系统的開發於 1965 年開始進行。當伊爾-38反潛機 嘗試攜帶該系統卻被發現不相容後，该计划因此被推延。該計畫最終發展出裝載於 Taganrog 建造的 T-142M 上名為 Udar-75 的新型搜索及瞄準系統 (STS)。
一个基於 Korshun （风筝）雷达的新目标捕获系统暱名为 Korshun-K  安装在所有后续的 Tu-142 上。该系统用于探测水面和水下潜艇，与其他反潜飞机和地面基地通信，以及执行導引和战术任务。前三架 Tu-142M 是首先配备该系统的飞机，因此被重新命名为 Tu-142MK ("Bear F" Mod. 3) 。它是第一款配备 MAD 的 Tu-142，其 MMS-106 Ladoga 系统安装在垂直尾翼顶部向後的整流罩中。在 Stage A 试验中的三架 Tu-142MK 於 1975 年 11 月 4 號进行首飞；尽管效能数据令人沮丧，仍然批准其生產。Stage B 於 1978 年 四月到十月間进行，儘管发现飞机的航空电子设备极其不可靠；与Stage A一样，在 1980 年 11 月 19 號的一道指令下讓 Tu-142MK 在忽略這些問題的情況下開始服役。

## 行动历史

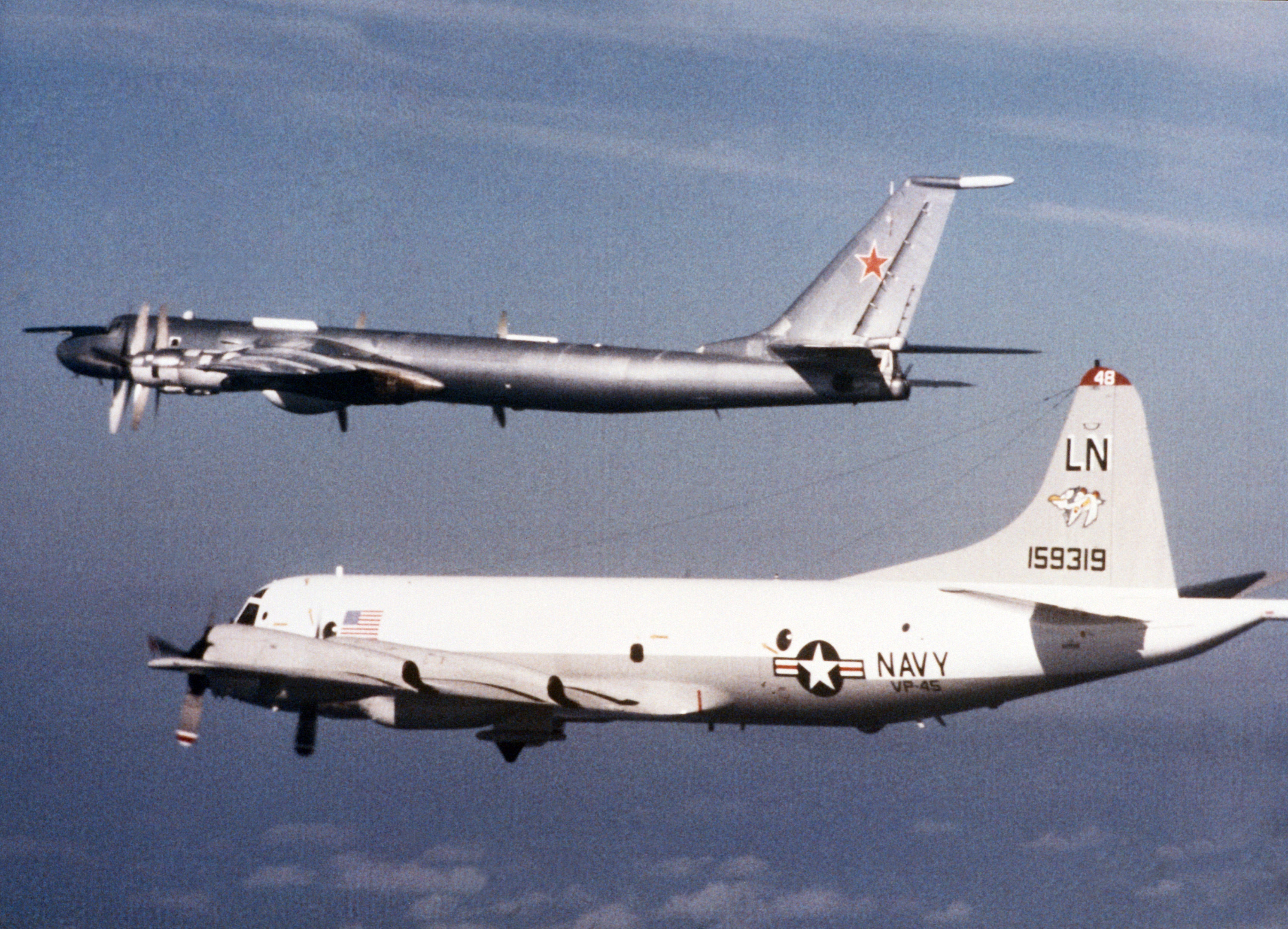
图142反潛機和美國P3C反潛機同飛
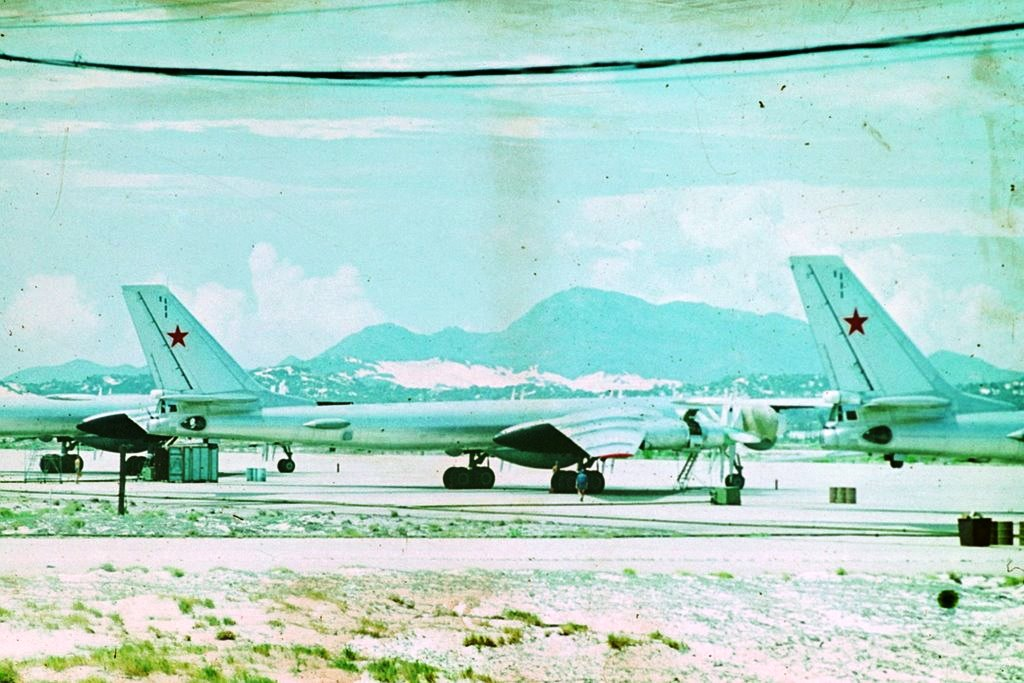
70年代蘇聯Tu-142M機隊
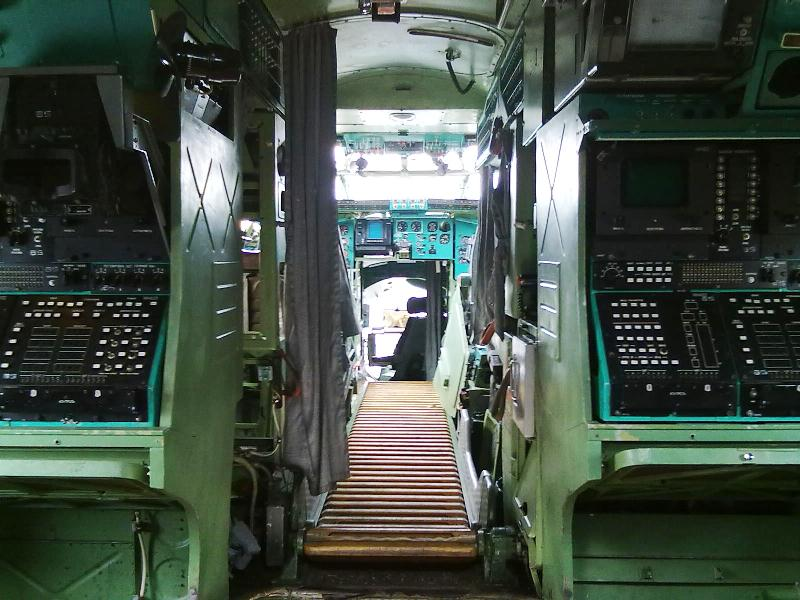
艙內設備
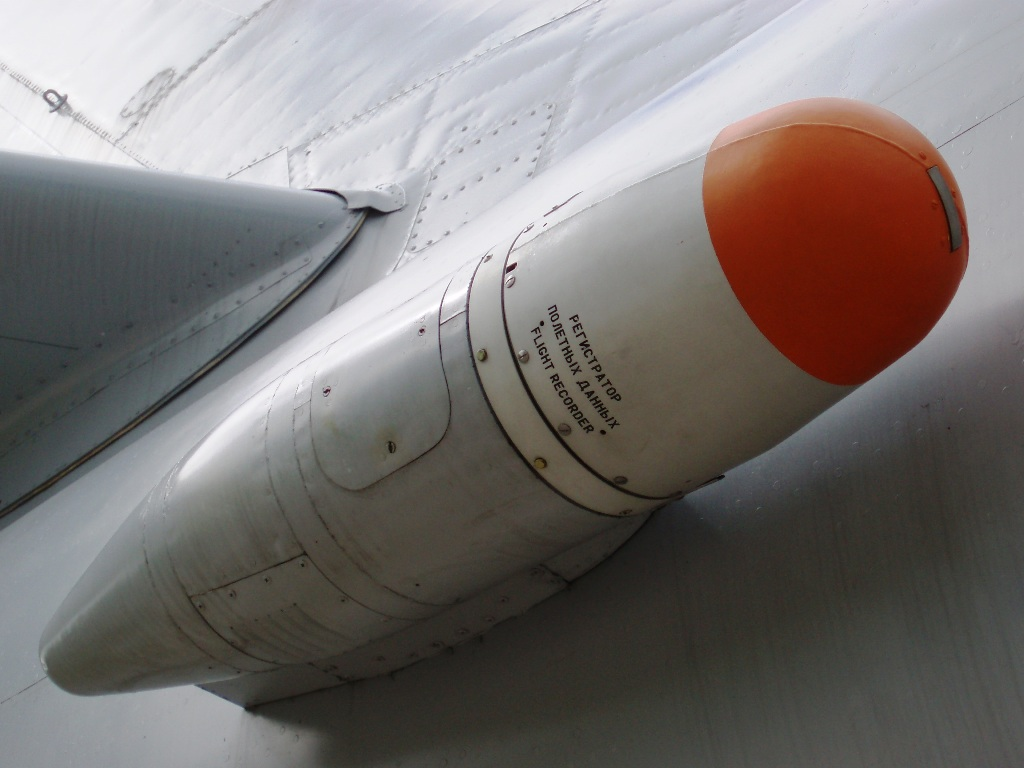
機身的信標投放器
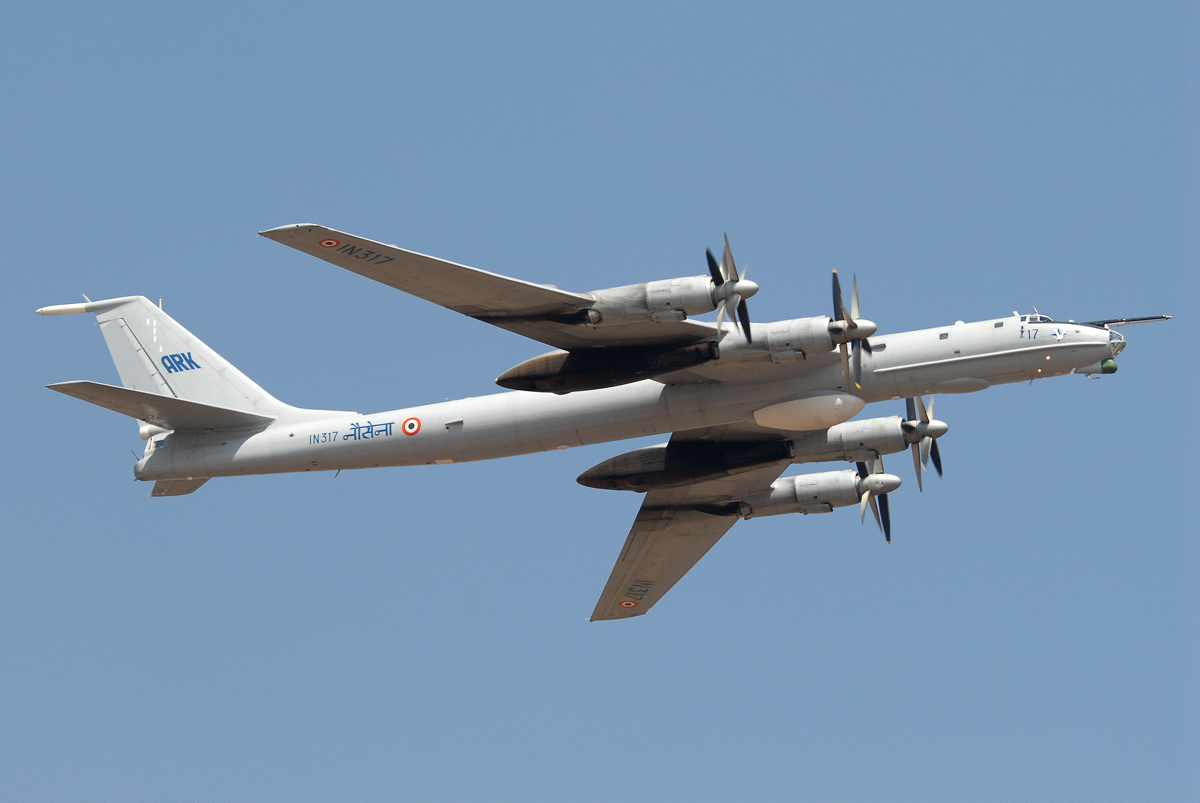
印度裝備的Tu-142

为了准备Tu-142作战，苏联海军于1960年6月22日开始挑选人员进行转换训练。第一组于1970年3月4日在海滨城镇米科拉伊夫开始为期三个月的训练。与此同时，第一架Tu-142s被交付到位于Kipelovo AB的北方舰队，在那里，他们最初的任务是跟踪和监测核动力潜艇，作为该类型操作试验的一部分。在整个测试计划中，努力集中于ASW航空电子设备的验证，特别是Berkut-95雷达，因为机身本身并不是主要问题。在飞行测试计划成功之后，Tu-142在1972年12月达到了最初的作战能力。在此之前，在1971年12月，第二组被选中参加Tu-142作战的士兵开始了他们自己的转换训练。飞机的交付起初进展缓慢。随着更多的Tu-142s被生产出来，这种型号被分配到太平洋舰队。